# Serghei Lazarev
Serghei Veaceslavovici Lazarev (rusă Сергей Вячеславович Лазарев) (n. 1 aprilie 1983, Moscova, Rusia) este un cântăreț, dansator și actor rus. Împreună cu Vlad Topalov, în perioada 2001-2006, au format grupul Smash!!, mai bine cunoscut în Asia de Sud-Est și Europa de Est. Din 2006, a ales cariera solo. El a reprezentat Rusia la Concursul Muzical Eurovision 2016 și 2019, luând locul 3 în ambele ediții.

## Discografie

### Albume
| An   | Titlu               |
| ---- | ------------------- |
| 2005 | Don't Be Fake       |
| 2007 | TV Show             |
| 2008 | London Club Remixes |
| 2010 | Electric Touch      |

### Cântece
| An   | Titlu                                                              | Album               |
| ---- | ------------------------------------------------------------------ | ------------------- |
| 2005 | "Eye of the Storm"                                                 | Don't Be Fake       |
| 2005 | "Lost Without Your Love"                                           | Don't Be Fake       |
| 2006 | "Just Because You Walk Away"                                       | Don't Be Fake       |
| 2006 | "Fake"                                                             | Don't Be Fake       |
| 2006 | "Shattered Dreams"                                                 | TV Show             |
| 2007 | "Everytime" ("Vspominai"/"Вспоминай")                              | TV Show             |
| 2007 | "TV or Radio"                                                      | TV Show             |
| 2007 | "Girlfriend"                                                       | TV Show             |
| 2007 | "Almost Sorry" ("Zacem pridumali liubov"/"Зачем придумали любовь") | TV Show             |
| 2008 | "The Flyer"                                                        | London Club Remixes |
| 2008 | "Lazerboy"(featuring Timati)                                       | Electric Touch      |
| 2009 | "Stereo"                                                           | Electric Touch      |
| 2009 | "Naidi menea" ("Найди меня")                                       | Electric Touch      |
| 2010 | "Alarm"                                                            | Electric Touch      |
| 2010 | "Feelin' High"                                                     | Electric Touch      |
| 2010 | "Instantly"                                                        | Electric Touch      |
| 2011 | "Heartbeat"                                                        | Electric Touch      |